# خط طول 140° غرب
خط طول 140° غرب هو أحد خطوط الطول الجغرافية، والتي تمتد من القطب الشمالي الجغرافي إلى القطب الجنوبي الجغرافي، وحسب التحويل الزمني يتأخر خط طول 140° غرب عن خط غرينتش بـ9 ساعات و20 دقيقة.

## من القطب إلى القطب
ينطلق خط طول 140° غرب من القطب الشمالي نحو القطب الجنوبي مرورا بالمناطق التي ترد في الجدول التالي:
| الإحداثيات                           | البلد أو الإقليم أو البحر | ملاحظات |
| ------------------------------------ | ------------------------- | --- |
| 90°0′N 140°0′W / 90.000°N 140.000°W  | المحيط المتجمد الشمالي    | |
| 73°48′N 140°0′W / 73.800°N 140.000°W | بحر بيوفورت               | |
| 69°37′N 140°0′W / 69.617°N 140.000°W | كندا                      | يوكون (إقليم) |
| 60°11′N 140°0′W / 60.183°N 140.000°W | الولايات المتحدة          | ألاسكا |
| 59°46′N 140°0′W / 59.767°N 140.000°W | المحيط الهادئ             | |
| 8°49′S 140°0′W / 8.817°S 140.000°W   | تاهيتي                    | جزيرة Nuku Hiva |
| 8°57′S 140°0′W / 8.950°S 140.000°W   | المحيط الهادئ             | مرورا بشرق Ua Pou island, تاهيتي (في 9°22′S 140°1′W / 9.367°S 140.017°W) · مرورا بشرق Fakahina atoll, تاهيتي (في 15°58′S 140°5′W / 15.967°S 140.083°W) |
| 60°0′S 140°0′W / 60.000°S 140.000°W  | المحيط الجنوبي            | |
| 75°13′S 140°0′W / 75.217°S 140.000°W | القارة القطبية الجنوبية   | المطالب الإقليمية بالقارة القطبية الجنوبية |